# Per Grape
Per Grape, född 9 januari 1752 i Jukkasjärvi församling, Västerbottens län, död 7 december 1810 i Jukkasjärvi församling, Norrbottens län, var en svensk präst.

## Biografi
Per Grape var son till kyrkoherden Isak Grape och Margareta Fjellström samt dotterson till Pehr Fjellström. Grape blev 1770 student vid Uppsala universitet och disputerade pro exercitio 1773. Han prästvigdes 4 september 1774 till nådårspredikant i Nedertorneå församling. Grape blev skolmästare i Jukkasjärvi 12 april 1775 och avlade pastoralexamen 3 december 1783. Han utnämndes 18 april 1804 till kyrkoherde i Jukkasjärvi församling och avled där 1810.
Grape översatte Erik Pontoppidans Trosspegel och William Asshetons Tal om dödssängs bättring till finskan.

### Familj
Grape var gift med Anna Margareta Hackzell (1749–1795), som var dotter till kronofogden Anders Hackzell och Anna Katarina Plantin i Luleå. De fick barnen Isak Grape (1776–1776), lantmätaren Anders Grape (1777–1810), kyrkoherden Isak Grape (1778–1855) i Piteå, Margareta Grape (1780–1857), Katarina Grape (1781–1853) som var gift med ekonomidirektören Nils Ekström, Per Grape (1783–1783), Ulrika Sofia Grape (1784–1865) som var gift med komministern Anders Forsell i finska Nedertorneå, kyrkoherden Zacharias Grape (1785–1847) i Överkalix, Erik Grape (1785–1796), Brita Kristina Grape (1787–1857), Johanna Magdalena Grape (1790–1851), Anna Agatha Grape (1791–1879) och Maria Elisabeth Grape (1794–1795).